# Guillaume Lepers
Guillaume Lepers, né le 21 décembre 1978 à Besançon (Doubs), est un homme politique français, membre du parti Les Républicains (LR).
Il est depuis 2015 conseiller départemental de Lot-et-Garonne. Il est entre 2020 et 2024 maire de Villeneuve-sur-Lot, président de la communauté d'agglomération du Grand Villeneuvois. Le 7 juillet 2024, à la suite de la dissolution de l'Assemblée nationale par le président de la République Emmanuel Macron, il est élu député de la troisième circonscription de Lot-et-Garonne, en remplacement d'Annick Cousin.

## Biographie
Guillaume Lepers est titulaire d’un DUTA en gestion des entreprises et d’un DESS en relations européennes de l’université de Franche-Comté.
Entré au sein du groupe Gifi en 2000 comme responsable de magasin, il occupe différents postes au sein de l’entreprise : chef de secteur, directeur régional, responsable des approvisionnements, puis du merchandising puis directeur des achats saisonniers. En 2016, il devient directeur des achats du groupe et intègre le comité de direction.

## Parcours politique
Il est candidat aux élections municipales sur les listes menées par Florence Graneri en 2008 et Anne-Marie Davelu-Chavin en 2014.
En 2013, dans le cadre de l'élection législative partielle qui fait suite à l'affaire Cahuzac, il se présente en tant que suppléant de Jean-Louis Costes. Ce dernier l'emporte avec 54 % des suffrages exprimés face au candidat du Front national. Il se représente à ses côtés lors des élections législatives de 2017, mais ils sont éliminés dès le premier tour.
En 2015, en binôme avec Patricia Suppi, il est élu conseiller départemental du canton de Villeneuve-sur-Lot 1 (Villeneuve Nord et Le Lédat) avec 60,40 % des suffrages exprimés face aux candidats du Rassemblement national, puis réélu en 2021 à 76,91 %, de nouveau face au RN. Il siège au sein du groupe « L’Avenir Ensemble », qui réunit les conseillers départementaux de la droite et du centre, qu’il préside de 2015 à 2021. Il est membre de la commission « développement économique, tourisme, numérique et politiques contractuelles », et de la commission « aménagement du territoire, infrastructures et mobilités »[source insuffisante].
En 2020, Guillaume Lepers est élu maire de Villeneuve-sur-Lot et président de la communauté d'agglomération du Grand Villeneuvois.
Candidat aux élections législatives de 2024 dans la troisième circonscription de Lot-et-Garonne, Guillaume Lepers est élu député avec 54,13 % des suffrages exprimés et bat Annick Cousin, députée Rassemblement national sortante.